# Рено RE50
Рено RE50 е болид от Формула 1, с който отбора на Рено участва през сезон 1984. Той е пилотиран от Патрик Тамбей, идващ от Ферари и Дерек Уорик, след като прекара три сезона като пилот на Толеман.
Рено очакваха силен сезон с новите си пилоти, след добрата си кампания през миналия сезон. Нито Тамбей, нито Уорик печелят състезание, макар че постигат изкачване на няколко подиума. Силният им двигател EF4, задвижван с турбокомпресор, хаби много гориво, нещо което от Лотус изпитват същия проблем. Причината е лимита от 220 литра гориво за състезание. Другият проблем за Рено е кокпита на самия болид. Макар да е конструиран от карбон, то е чуплив, нещо което Уорик и Тамбей са уязвими от контузии. Дерек си контузи и двата си крака в Дижон и в Монако, докато Патрик си контузи сериозно левия си крак в последното, след като се вряза в болида на Уорик.
Двамата постигнаха общо 34 точки, за да класират Рено на пета позиция при конструкторите. Тамбей и Уорик също така постигнаха две най-бързи обиколки (по една за двамата), докато Патрик постигна пол-позиция във Франция и водеше в по-голямата част от състезанието, преди да бъде изпреварен от Ники Лауда със задвижавния от Макларън, двигател на ТАГ-Порше. Тест-пилотът на Рено, Филип Стрейф получи шанс да кара с третата кола на Рено в последното състезание, макар да отпадне в 49-а обиколка с повреда по трансмисията.

## Класиране във Формула 1
| Година | Отбор              | Двигател               | Гуми | Пилот         | 1   | 2   | 3   | 4   | 5   | 6   | 7   | 8   | 9   | 10  | 11  | 12  | 13  | 14  | 15  | 16  | Тчк. | WCC |
| ------ | ------------------ | ---------------------- | ---- | ------------- | --- | --- | --- | --- | --- | --- | --- | --- | --- | --- | --- | --- | --- | --- | --- | --- | ---- | --- |
| 1984   | Equipe Renault Elf | Рено Гордини EF4 V6 tc | М    |               | BRA | RSA | BEL | SMR | FRA | MON | CAN | DET | DAL | GBR | GER | AUT | NED | ITA | EUR | POR | 34   | 5-и |
| 1984   | Equipe Renault Elf | Рено Гордини EF4 V6 tc | М    | Патрик Тамбей | 5   | Ret | 7   | Ret | 2   | Ret | DNS | Ret | Ret | 8   | 5   | Ret | 6   | Ret | Ret | 7   | 34   | 5-и |
| 1984   | Equipe Renault Elf | Рено Гордини EF4 V6 tc | М    | Дерек Уорик   | Ret | 3   | 2   | 4   | Ret | Ret | Ret | Ret | Ret | 2   | 3   | Ret | Ret | Ret | 11  | Ret | 34   | 5-и |
| 1984   | Equipe Renault Elf | Рено Гордини EF4 V6 tc | М    | Филип Стрейф  |     |     |     |     |     |     |     |     |     |     |     |     |     |     |     | Ret | 34   | 5-и |